# تقي الدين السروجي
تقي الدين السروجي هو عبد الله بن علي بن منجد بن ماجد بن بركات، أحد شعراء العصر المملوكي الأول. ولد في سنة 627 للهجرة بسروج، وتوفى سنة 693هـ.
ومن شعره: